# ARAL

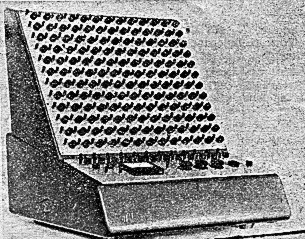
Вычислительная машина ARAL

ARAL (пол. Analogowy Analizator Równań Algebraicznych Liniowych, Аналоговый анализатор линейных алгебраических уравнений) — польская вычислительная машина, аналоговый компьютер. Создан Крыстыном Бохенеком в 1954 году в лаборатории GAM для решения систем линейных уравнений (в том числе и дифференциальных) методом последовательных приближений. В состав ARAL входили 400 электронных ламп. Было создано всего три версии: ARAL-1, ARAL-2 и ARAL-3. Компьютер мог решать системы размером до 8 уравнений.